# Gostota svetlobnega toka
Gostôta svetlòbnega tóka (oznaka j) je fizikalna količina, ki pove, koliko svetlobe se izseva v časovni enoti skozi dano ploskev, oziroma kolikšen je svetlobni tok P na enoto površine:
{\displaystyle j={\frac {\mathrm {d} P}{\mathrm {d} S}}\!\,.}
Mednarodni sistem enot določa za merjenje gostote svetlobnega toka enoto W/m2.